# Neoraja
Neoraja (лат.) — род скатов семейства ромбовых отряда скатообразных. Это хрящевые рыбы, ведущие донный образ жизни, с крупными, уплощёнными грудными плавниками в форме ромба и выступающим или округлым рылом. На вентральной стороне диска расположены 5 жаберных щелей, ноздри и рот. Хвост длинный и тонкий. Обитают на континентальном шельфе и материковом склоне Атлантического океана. Достигают 35 см в длину. Встречаются на глубине до 1565 м. Размножаются, откладывая яйца, заключённые в прочную роговую капсулу с выступами по углам.
Вентральная поверхность плотно покрыта мелкими, плотно расположенными шипами.  более крупные шипы образуют продольный ряд, который начинается ниже плечевого пояса и пролегает вдоль диска и хвоста, обрываясь примерно на 2/3 длины хвоста и не достигая первого спинного плавника. Хвост длиннее диска (до 60 %). 
Название рода происходит от др.-греч. νέος — «новый» и лат. raja — «хвостокол».

## Классификация
В настоящее время в состав рода включают 5 видов:
- Neoraja africana (Stehmann & Séret, 1983)
- Neoraja caerulea  (Stehmann, 1976)
- Neoraja carolinensis  McEachran & Stehmann, 1984
- Neoraja iberica  Stehmann, Séret, Costa & Baro, 2008
- Neoraja stehmanni  (Hulley, 1972)